# 斯特拉芬天文台
斯特拉芬天文台（英語：Stellarfane Observatory）是位於佛蒙特州春田市的天文台，由羅素·波特於1920年創立。1923年，春田市的斯普林菲爾德望遠鏡製造商在該處成立粉紅俱樂部。波特在1923年12月的俱樂部會議上提出的「Stellafane」這個名字，來源於拉丁語的「stell」和「fanum」，意思是「群星聖地」。最初專門指俱樂部會所，但後來指的是春田市的市中心以西微風山的山頂上俱樂部所有土地和建築。
由業餘望遠鏡製造商和業餘天文學家組成的斯特拉芬大會是美國歷史最悠久的天文大會，自1926年以來，幾乎每年都在這裡舉行。俱樂部會所和天文台於1977年被列入國家史迹名錄，並於1989年成為國家歷史地標，以表彰俱樂部在普及天文學和業餘建造望遠鏡方面的開創性作用。

## 歷史
羅素·波特於1871年出生於春田市，1919年回到該鎮後，在斯普林菲爾德工廠的員工和設備的幫助下開始在春田市建造望遠鏡。斯普林菲爾德望遠鏡製造者俱樂部起源於波特於次年1920年8月12日開設的一門關於如何製造望遠鏡的教學課程。

### 斯特拉芬會所
在1923年12月7日，這個小組的成員舉行了第一次會議，决定成立一個俱樂部。在3.5-英畝（1.4-公頃），屬於波特的情節1,270-英尺（390-）在城外微風山的山頂。
最初的20乘24-英尺（6.1乘7.3-）俱樂部會所於1926年新增11乘13-英尺（3.4乘4.0-），包括一個會議室、一個廚房、一個工作室和二樓的雙層床。該建築在南牆上安裝了一架極地的卡塞格林反射鏡、一架中星儀（已不再使用）、一架太陽望遠鏡和一個日晷 。

## 斯特拉芬（原始會所）
除了歷史悠久的斯特拉芬「粉紅會所」外，原址還包括波特設計獨特的波特炮塔望遠鏡。這是一架建於1930年的12-英寸（300-；30-）f/17牛頓反射鏡，由一個赤道的旋轉混凝土圓頂組成，望遠鏡安裝在外面，觀察者在裡面舒適地工作。
2017年，以長期參加會議的安德魯·E·西蒙尼（1918-2013）的名字命名的西蒙尼太陽單色光觀測鏡的太陽天文台在炮塔望遠鏡附近建成。
斯特拉芬的西側仍然是斯普林菲爾德望遠鏡製造商舉行大部分會議和望遠鏡比賽的地方。

## 斯特拉芬東側
儘管業餘望遠鏡比賽和展示仍在俱樂部會所周圍的原址上舉行，但自20世紀80年代以來，大多數會議活動都在距離斯特拉芬東側約1⁄4英里（400）的原始土地的附屬地舉行。
斯特拉芬東側包括1986年至1991年間建造的較新的麥格雷戈天文台，該天文台擁有一臺13-英寸以路德維希·舒普曼之名命名的舒普曼望遠鏡，2000年代初建造的布魯寧圓頂天文台，2005年建造並以創始俱樂部成員「歐內斯特·法蘭德斯」命名的法蘭德斯展館，「露天劇場」山坡展示區，包含無線電通信設備的「工寮」，以及東部現場上的其他幾座建築。
斯特拉芬東側有超過10英畝（4.0公頃）的土地被保留為露營區，在多日會議和其它聚會期間，有帳篷、露營者和露營車居住的地區。

## 斯特拉芬大會
斯特拉芬大會每年在微風山山頂的俱樂部土地和建築上舉行。它由波特和斯普林菲爾德望遠鏡製造商於1926年創立，為大約20名業餘望遠鏡製造商提供了一個比較望遠鏡和交流想法的機會。如今，來自世界各地的數千名業餘望遠鏡製造商聚集在一起，分享他們的創新成果，參加比賽，欣賞夜空。大會通常在在8月初，距離英仙座流星雨高峰最近的新月週末舉行。
自1926年以來，該大會幾乎每年夏天都會舉行，但以下情况除外：
- 1949–1953年：創始人羅素·波特去世
- 2020年：由於新冠肺炎大流行

在天文學和太空探索領域的幾位知名人士曾參加過這些會議，包括艾倫·賓、大衛·李維、艾倫·斯特恩、賽德·湯博和喬治·埃勒里·黑爾的孫子

## 圖集

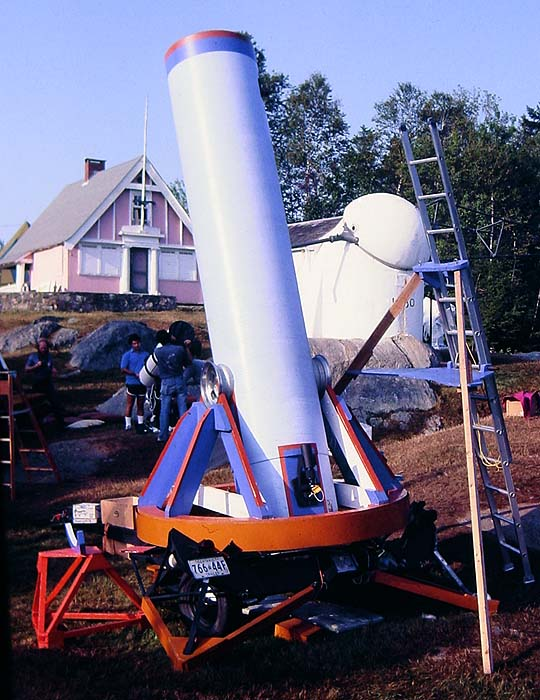
在1983年斯特拉芬大會期間展出了一輛安裝在大型拖車上的牛頓反射鏡。背景是粉紅俱樂部會所和波特炮塔望遠鏡
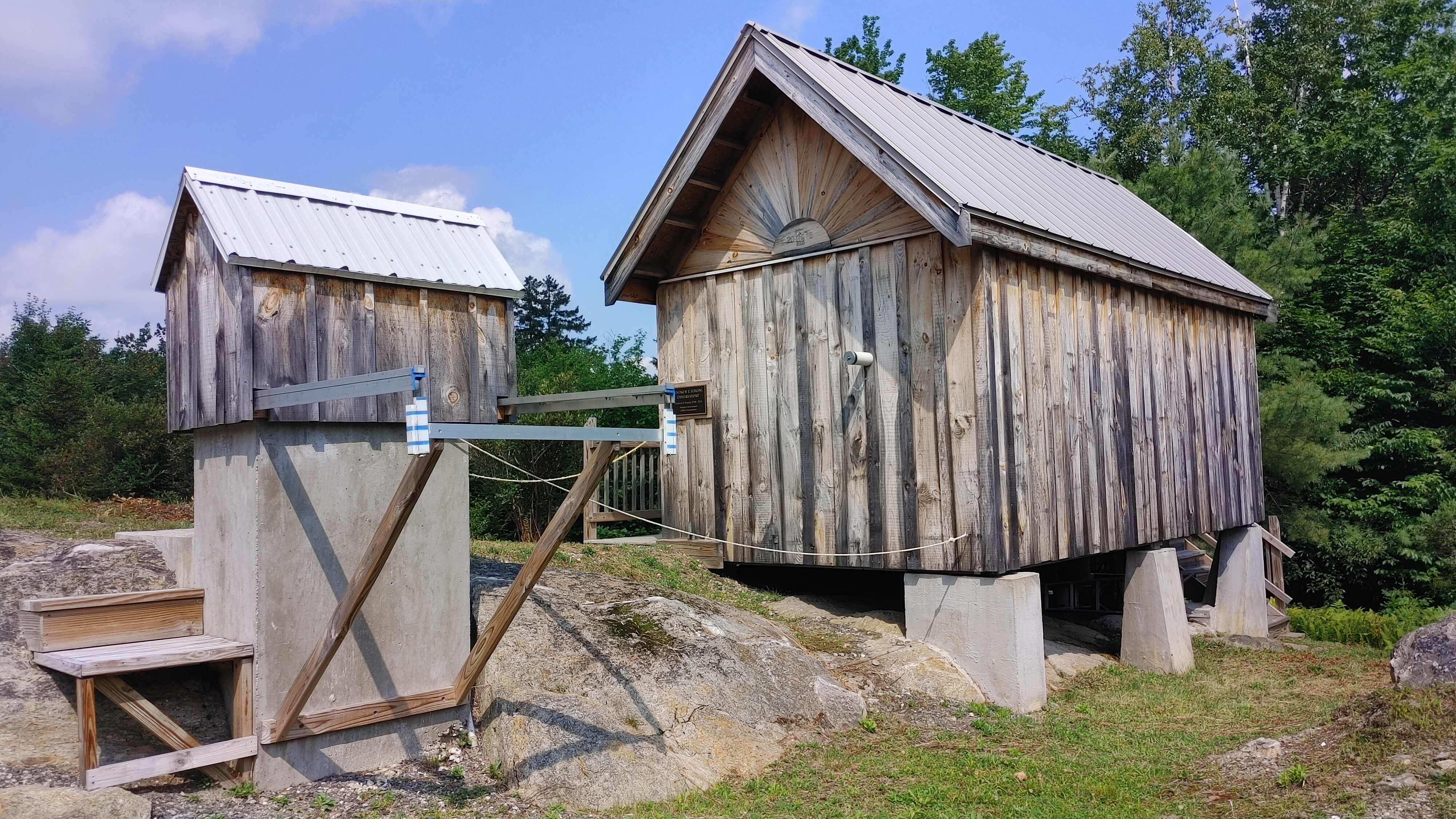
位於斯特拉芬西側的西蒙尼太陽單色光觀測鏡（英語：Simoni Spectrohelioscope）大樓景觀
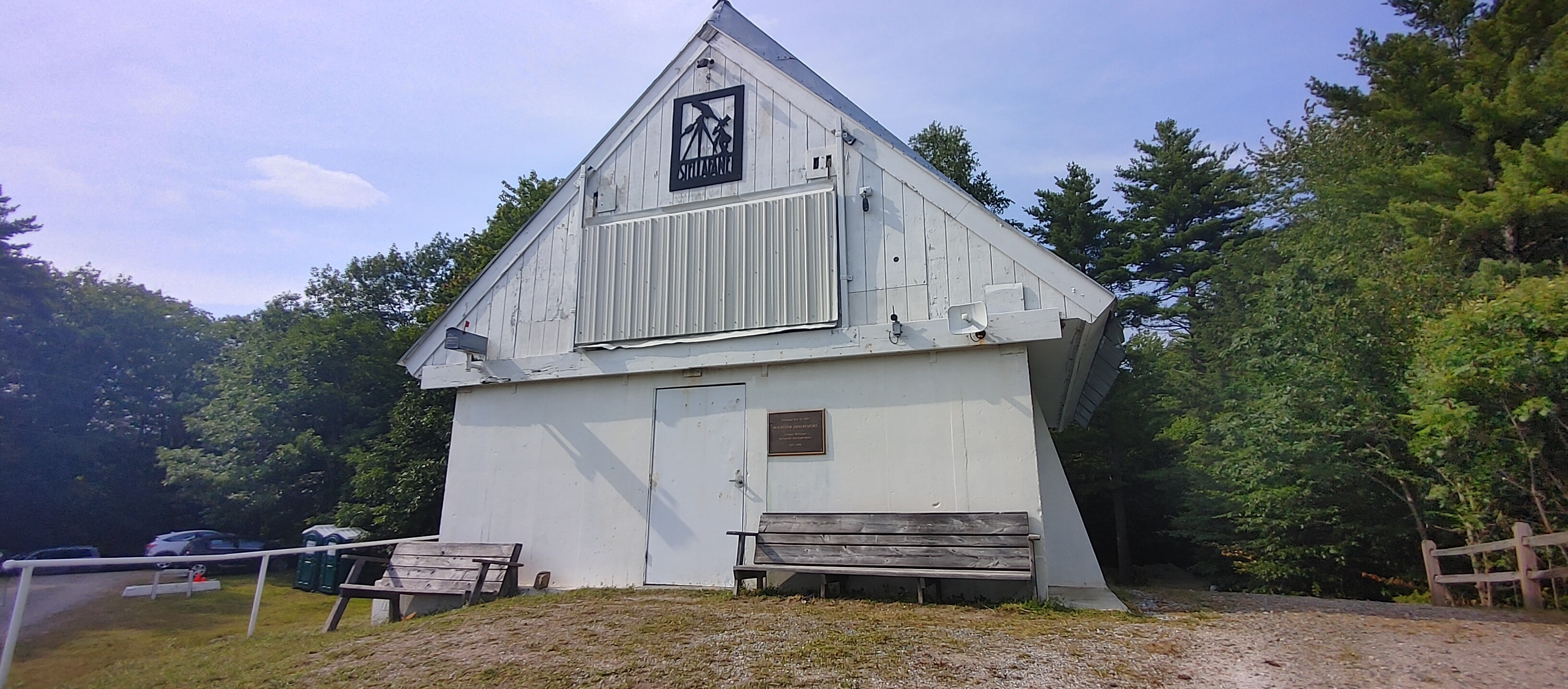
位於斯特拉芬東側的麥格雷戈天文台大樓
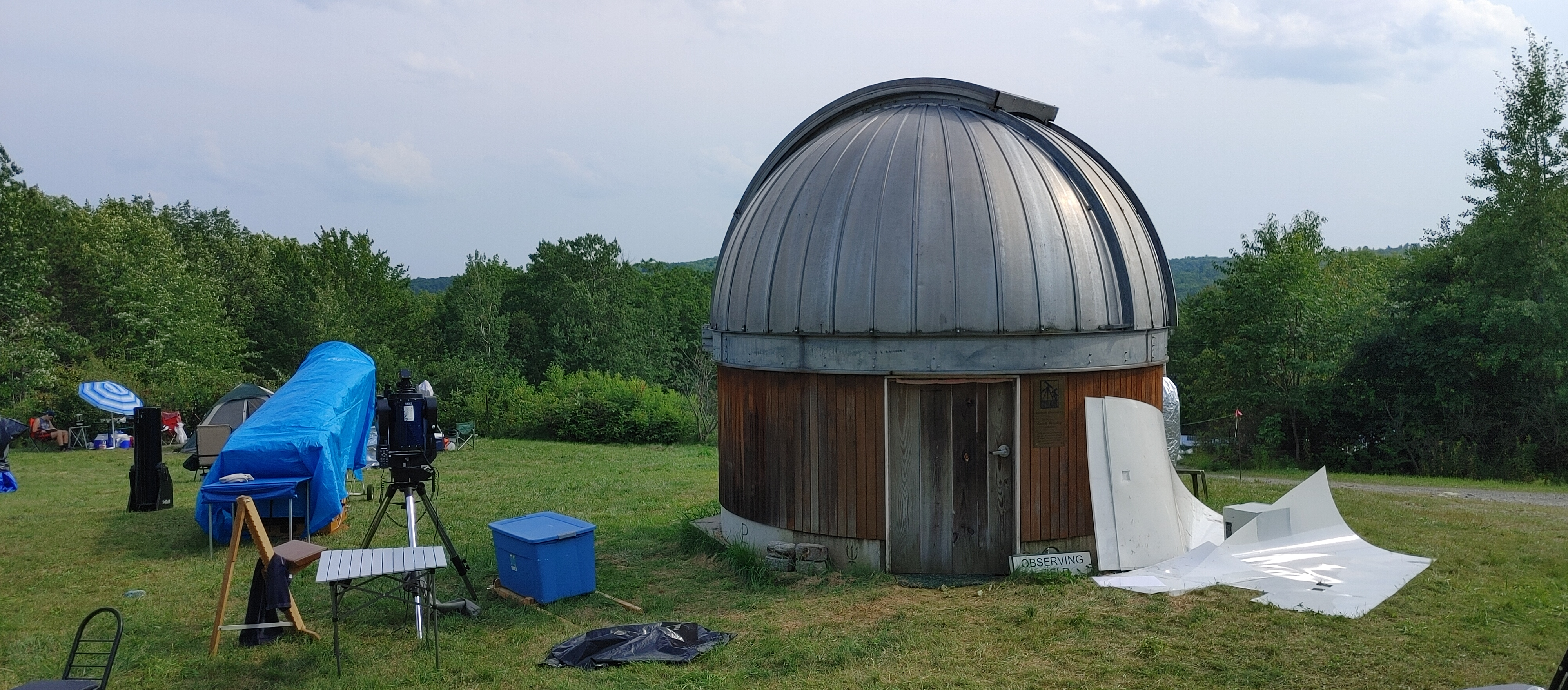
2021年斯特拉芬大會的布羅伊寧圓頂天文台景觀
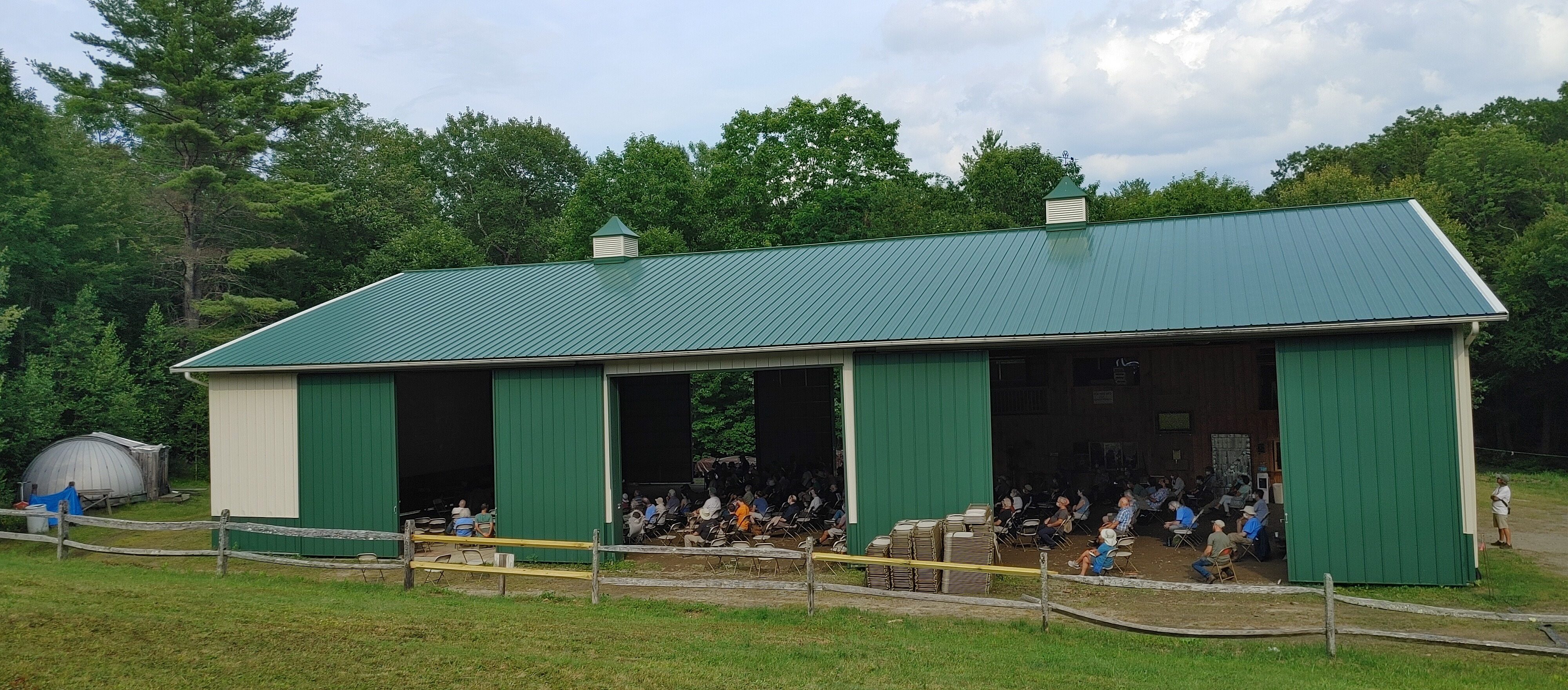
2021年斯特拉芬大會的法蘭德斯館景觀

## 註解
1. ↑  Ken Slater. . Stellafane.org.   [2010-09-22]. （原始内容存档于2020-07-29）.
2. ↑  Nickell, Duane S. . New Jersey: Rutgers University Press. 2008: 217. ISBN 978-0-8135-4918-7 （英语）.
3. ↑  . Tps.cr.nps.gov. 20 December 1989  [2010-09-22]. （原始内容存档于2011-06-06）.
4. ↑   (PDF). National Park Service.   [2015-04-18].
5. ↑  Willard, Bert, , The Springfield Telescope Makers, Inc., 2015  [25 August 2015], （原始内容存档于2025-05-07）
6. ↑  Ken Slater. . Stellafane.org.   [2010-09-22]. （原始内容存档于2025-04-13）.
7. ↑  Slater, Ken. . stellafane.org. The Springfield Telescope Makers, Inc.   [2018-04-18]. （原始内容存档于2025-04-13） （美国英语）.
8. 1 2  . stellafane.org. The Springfield Telescope Makers, Inc.   [2018-07-22]. （原始内容存档于2025-05-07） （美国英语）.
9. ↑  Walker, Sean. . Sky & Telescope. 28 July 2017  [2018-07-22] （美国英语）.

## 外部連結
维基共享资源上的相關多媒體資源：斯特拉芬天文台
- 官方网站

Stellafane observatory
- Stellafane clubhouse history （页面存档备份，存于）
- The Porter Turret Telescope: How It Works （页面存档备份，存于）
- The Stellafane National Historic Monument （页面存档备份，存于）

Stellafane convention
- Stellafane Convention schedule and history

Template:National Historic Landmarks in Vermont